# ديفيد بينيت (مدرب رياضي)
ديفيد بينيت (بالإنجليزية: David Bennett)‏ هو مدرب رياضي أمريكي، ولد في 2 ديسمبر 1961 في غرير في الولايات المتحدة.